# Gelegenheitsprostitution
Unter Gelegenheitsprostitution wird die nebenerwerbliche bzw. spontan aus bestimmten Situationen entstehende Prostitution verstanden.

## Rechtliche Situation
Die deutsche Ministerin Manuela Schwesig forderte 2015 in der Debatte um das Prostituiertenschutzgesetz eine Gleichstellung der Gelegenheits- mit anderen Formen der Prostitution, um ein „Schlupfloch“ zu stopfen. Das Gesetz trat am 1. Juli 2017 in Kraft. Seitdem gibt es für Prostituierte (einschließlich Gelegenheitsprostituierte) eine Anmeldepflicht. Eine klare gesetzliche Regelung dazu gibt es nicht. Durchschnittlich wenden zum Beispiel Personen, die im Nebenerwerb ein Unternehmen betreiben, pro Woche 13 Stunden für ihre selbständige Tätigkeit auf.

## Anbahnung

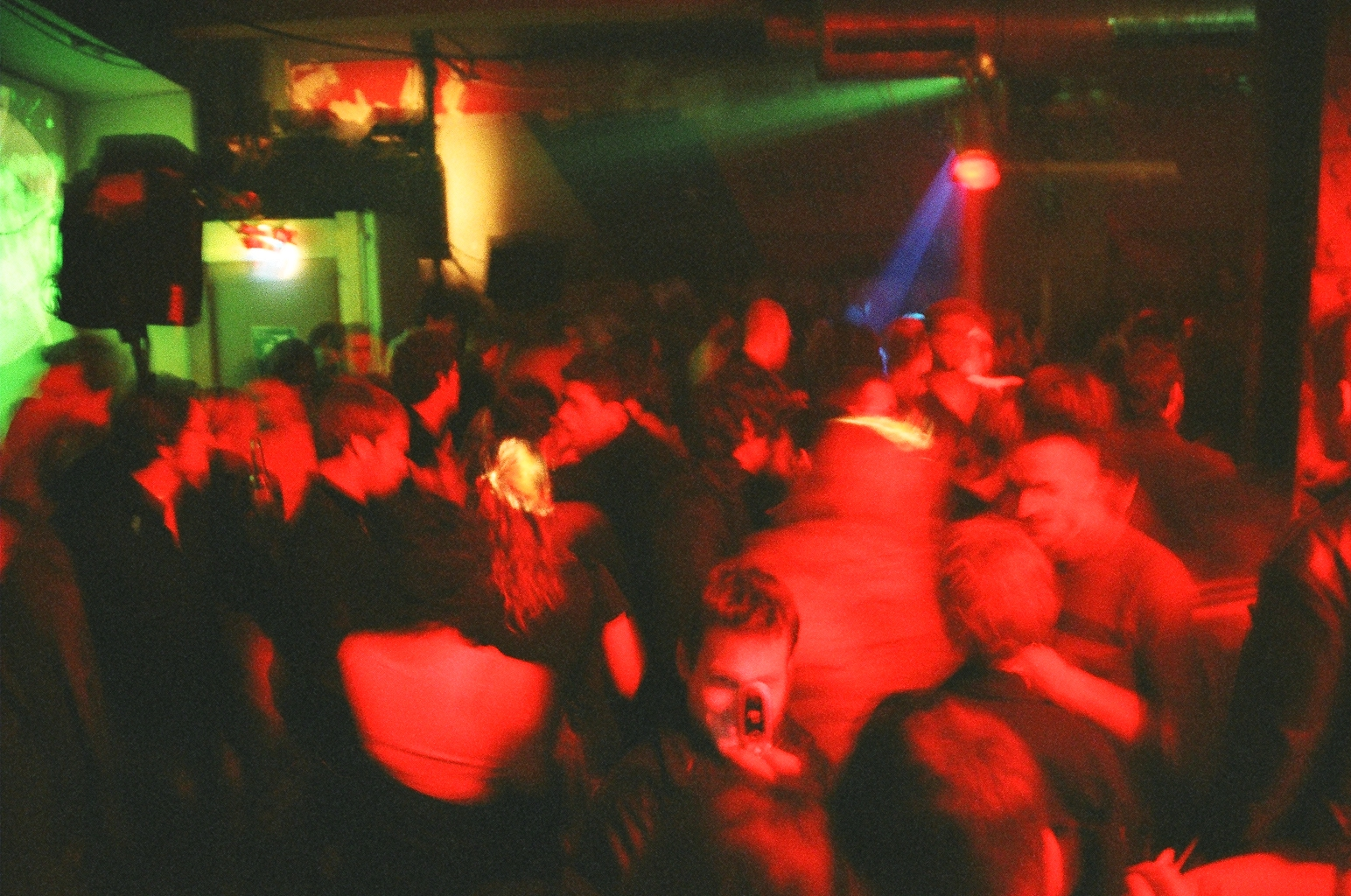
Diskotheken und ihr Umfeld bieten auch Kontaktmöglichkeiten für Gelegenheitsprostitution

Die Anbahnung von Gelegenheitsprostitution findet häufig abends oder nachts beim oder nach dem Besuch von Diskotheken, Bars oder Saunen oder in deren Umgebung statt. Einige Freier suchen nach sexuellen Kontakten, die ihren sexuellen Präferenzen entsprechen. Mangelnde Erfahrung vieler Gelegenheitsprostituierter kann dabei zum Problem werden: seien es überzogene finanzielle Forderungen der Gelegenheitsprostituierten, seien es ungewöhnliche Sexualpraktiken, die der Freier im Sinn hatte und die die Gelegenheitsprostituierten überfordern oder gar schockieren. Darüber hinaus findet die Anbahnung von Gelegenheitsprostitution durch Kontaktanzeigen in Tageszeitungen, oft auch in Anzeigenblättern oder Szenemagazinen statt. Zunehmend spielt das Internet eine Rolle und ermöglicht auf vielfältige Art Kontaktanbahnungen, insbesondere durch entsprechende Kontaktbörsen.

## Ausübende Personenkreise

### „Hobbyprostituierte“
Sogenannte „Hobbyprostituierte“ sind Männer oder Frauen, die eigentlich anderen Berufszweigen nachgehen oder ihren Lebensunterhalt auf anderer Grundlage bestreiten und sich nur nebenbei und auch nicht immer gewerblich prostituieren; solche Frauen werden auch als „Hobbyhuren“ oder „Hobbynutten“ bezeichnet. Sie erlangen dabei manchmal ein Nebeneinkommen oder genießen andere Vorteile. Einige leben sexuelle Phantasien aus, die sie in einer Partnerschaft nicht ausleben können.
Meist verstehen sich diese Männer oder Frauen weder als Stricher noch als Callboys/-girls oder gar professionelle Prostituierte. Dabei ist der Übergang zur materiellen Gruppe oft fließend.

### Materielle Gruppe
Unter diesem Personenkreis finden sich Studenten, Auszubildende, aber auch Arbeitslose oder Sozialhilfeempfänger, welche die Prostitution ausüben. Diese finden sich oft „am Rande der Gesellschaft“, wie zum Beispiel auch Obdachlose, Straßenkinder, Asylbewerber, geduldete Flüchtlinge etc., die teils keine Sozialhilfe oder andere (regelmäßige) finanzielle Unterstützungen beziehen, sondern ihren Lebensunterhalt durch Sachleistungen, Betteln, Gelegenheitsjobs oder Kleinkriminalität etc. bestreiten und die Prostitution meist nur von Zeit zu Zeit ausüben. Bei Drogenabhängigen ist dabei der Übergang zur sogenannten Beschaffungsprostitution fließend, wenn die Gegenleistung – das Entgelt laut § 2 Absatz 1 ProstSchG – nicht in Geld, sondern durch Drogen entsprechend dem Wunsch der Prostituierten erfolgt.
In Japan prostituieren sich im Rahmen des Enjokōsai aber auch Schulmädchen, um als Gegenleistung teure Designerwaren oder Geld zu bekommen.
Diese Gruppe ist sehr beliebt, da sich die Nutzer nicht als „ausbeuterische Freier“ sehen, sondern als „Unterstützer“ und „Helfer“. Manche Frauen und Männer nutzen ihre Sexualität bewusst oder unbewusst für die eigene Vorteilsgewinnung. Ein bekanntes Beispiel ist die Sekretärin, die mit ihrem Chef ein Verhältnis hat, um dadurch eine bessere Position in der Firma und ein höheres Einkommen zu erzielen.

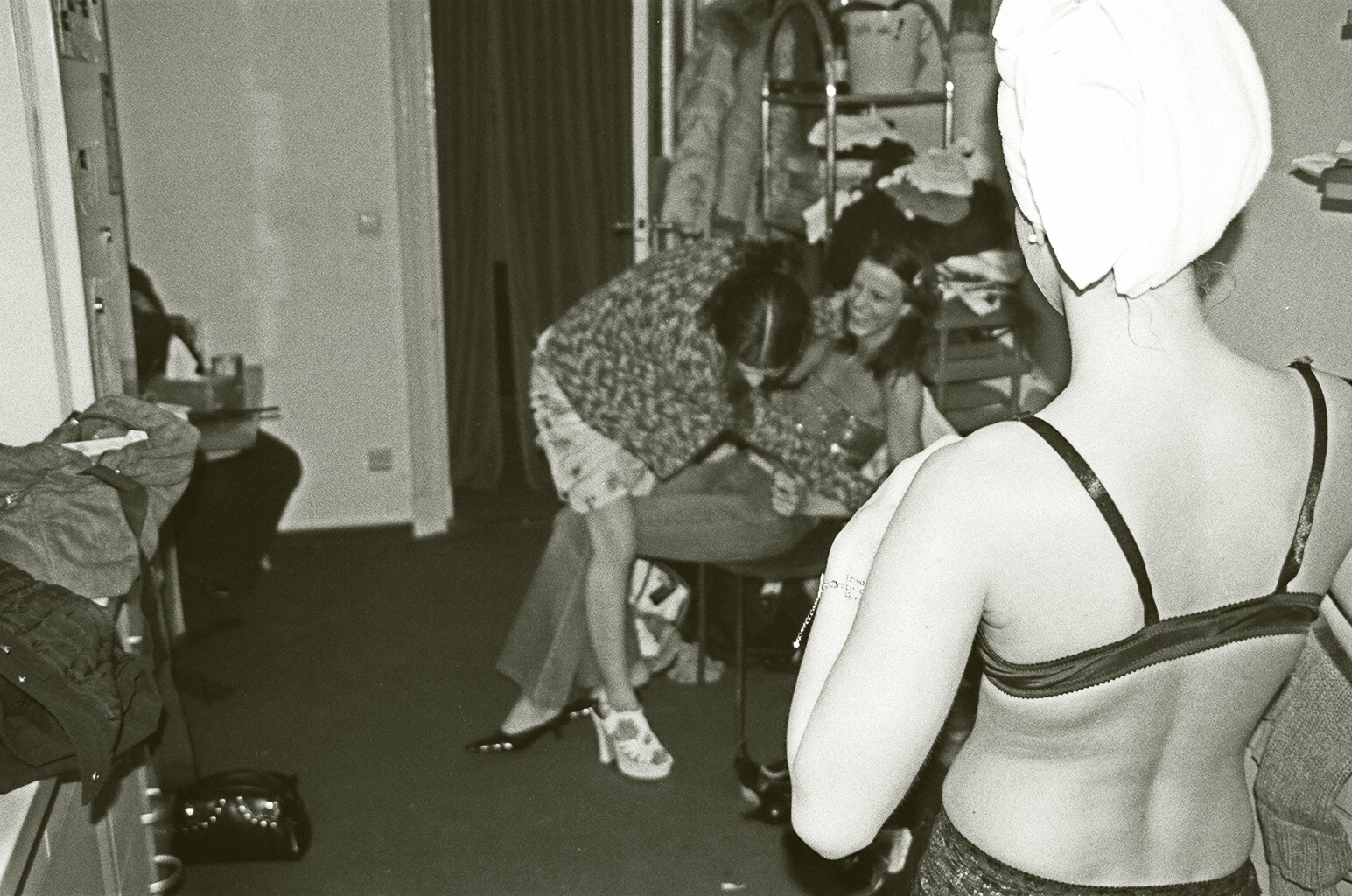
Sich balgende Prostituierte im „Backstagebereich“ (Berlin, 2001)

Sex gegen Vorteile wird sowohl von Männern als auch von Frauen angewendet und kommt in vielen Situationen vor: In der Ehe, in der Geschäftswelt oder auch in Sportvereinen etc. Inwieweit ein sozialer Tauschvorgang in diesem Zusammenhang über einen längeren Zeitraum, der mit Gegenleistungen wie Wohnraum oder Ausbildung verbunden ist, als Prostitution gelten kann, ist wissenschaftlich und juristisch derzeit noch nicht geklärt.

### Sexuelle Gruppe
Hier finden sich zumeist partnerschaftlich und familiär gebundene Personen (Filmbeispiel: Belle de jour von Luis Buñuel, 1967, mit Catherine Deneuve), welche die Prostitution für sich als Spielfeld für persönliche erotische Abenteuer nutzen und betreiben. Diese Gruppe steht in der Verbrauchergunst am höchsten, da der vorausgesetzte „Spaßeffekt für beide Seiten“ das schlechte Gewissen vieler Kunden, diese Dienstleistung in Anspruch zu nehmen, beruhigt. Der finanzielle Aspekt ist hier eher nebensächlich und wird als großmütige Spende für gemeinsamen Spaß verstanden – ähnlich wie bei Swingerclubs oder auch Cruising. Viele „Hobbyprostituierte“, die in diesen Bereich fallen, arbeiten nicht selten auch im Pornofilmbereich als Darsteller. Dabei gibt es in dieser Gruppe Übergangsformen zur pathologischen Gruppe, die ein gesteigertes Interesse an Sexualität oder an speziellen Formen von Sexualität besitzt und diese nicht befriedigend in ihrer Partnerschaft ausleben kann.

### Pathologische Gruppe
Dieser Personenkreis gilt als äußerst problematisch, weil die Angehörigen dieser Gruppe meistens eine massive Vorschädigung (Missbrauch, Vergewaltigung oder ähnliches) mitbringen, die sie durch die Ausübung von Prostitution zu verarbeiten, zu kompensieren oder zu reinszenieren versuchen. Oftmals sind sie gar nicht in der Lage, eine normale, stabile Beziehung zu führen. Viele von ihnen haben zudem weder Schulabschluss noch Ausbildung und sind daher massiv gefährdet, in die Zwangsprostitution abzurutschen, weil sie keine ausreichende emotionale und/oder soziale Stabilität und kaum andere Erwerbsmöglichkeiten besitzen. Einen im Umgang weniger problematischen Sonderfall innerhalb dieser Gruppe stellen die Sexsüchtigen dar, insbesondere weil bei diesen die klinische Abgrenzung zur Sexuellen Gruppe oft schwierig ist.